# André Caquot
Pour les articles homonymes, voir Caquot (homonymie).
André Caquot, né le 24 avril 1923 à Épinal et mort le 1er septembre 2004 à Paris 14e, est un orientaliste français, spécialiste de l'histoire et des civilisations sémitiques. Professeur d'hébreu et d'araméen au Collège de France, André Caquot fut élu en 1986 président de l'Académie des inscriptions et belles-lettres. Ses travaux portent en particulier sur les manuscrits de Qumran, sur les cultures ougaritique et phénicienne ainsi que sur l'Éthiopie ancienne.

## Biographie
Ancien élève de l'École normale supérieure de Paris, agrégé de grammaire, André Caquot rejoignit la Mission archéologique française en Éthiopie de 1953 à 1955, avant d'être nommé directeur d'études de religions sémitiques comparées à l'École pratique des hautes études puis chargé de cours d'histoire des religions à la Faculté de théologie protestante de Strasbourg.
De 1964 à 1968, il fut chargé de cours d'hébreu et d'histoire de la religion d'Israël à la Sorbonne, puis de 1972 à 1994, il occupa la chaire d'hébreu et d'araméen au Collège de France. Élu membre de l'Académie des inscriptions et belles-lettres le 9 décembre 1977, au fauteuil d'Henri-Irénée Marrou, il en devint le président en 1986.
Ayant pris sa retraite en 1992, André Caquot fut invité à donner des conférences et des séminaires jusqu'en 2003 à la faculté de Théologie et de sciences religieuses de l'Université catholique de l'Ouest à Angers. Celle-ci conserve aujourd'hui sa bibliothèque et ses archives.
Il contribua à la traduction des Psaumes et des Livres de Samuel pour la Traduction œcuménique de la Bible.
Président de la Société asiatique et de la Société des études juives, André Caquot fut également secrétaire général de la Société française d'histoire des religions.

## Principales publications
- La reine de Saba et le bois de la croix selon une tradition éthiopienne, Addis-Abeba, Centre français des études éthiopiennes, 1955.
- Rites et pratiques religieuses. La Divination [sous la dir. de], Paris, Presses universitaires de France, 1968.
- Leçon inaugurale, Paris, Collège de France, 1973.
- Actes du premier Congrès International de Linguistique Sémitique et Chamito-sémitique [sous la dir. de], Berlin, Walter de Gruyter, 1974.
- Textes ougaritiques : Mythes et légendes, Paris, Cerf, 1974.
- Dieu et l'Être (ouvrage collectif), Paris, Collection des Études Augustiniennes, 1978.
- Histoire de la littérature hébraïque et juive : Depuis les origines jusqu'à la ruine de l'État juif, 135 après J.C (ouvrage collectif), Paris, Slatkine, 1982.
- Textes ougaritiques : Textes religieux, rituels, correspondance [sous la dir. de], Paris, Cerf, 1989.
- Béhémot, Paris, Maisonneuve, 1996.
- Figures de Satan [sous la dir. de], Lille, Centre de recherches Lectures de l'Écriture, 2000.

## Décorations
- Chevalier de la Légion d'honneur.
- Commandeur de l'ordre national du Mérite
- Commandeur de l'ordre des Palmes académiques.
- Chevalier de l'ordre de l'Étoile d'Éthiopie.